# Bejaria infundibula
Bejaria infundibula là một loài thực vật có hoa trong họ Thạch nam. Loài này được Clemants mô tả khoa học đầu tiên năm 1991.